# Nicolás Almagro
Nicolás Almagro Sánchez (Múrcia, 21 de Agosto de 1985) é um ex-tenista profissional espanhol que já foi número 9 do ranking mundial de simples. É especialista em quadras de saibro, assim como a maioria dos tenistas espanhóis, e já conquistou 13 títulos ATP de simples, a maioria neste piso.
Em duas oportunidades venceu o ATP de Valência, a primeira em 2006, contra o francês Gilles Simon, e a outra em 2007, sobre o italiano Potito Starace.
Em 2008, chegou a 11ª colocação do ranking mundial, devido a uma sucessão de boas campanhas, como os títulos dos ATPs de Costa do Sauipe e Acapulco, à final em Valência, e às quartas de final no Masters 1000 de Roma e Open da França.
Em 2010, foi às oitavas do Australian Open, quartas de final do Masters 1000 de Miami, semifinal do Masters 1000 de Madrid e quartas de final do Open da França; E ainda em 2010, ganhou os ATPs 250 de Bastad e Gstaad. Com isso, subiu 10 posições no ano, de nº 26 do ranking mundial para nº 16.
Em 2011, Almagro obteve grande sequência de resultados: semifinal do ATP 250 de Auckland, oitavas de final no Australian Open, obteve 2 títulos seguidos nos ATPs 250 do Brasil e do Chile, e chegou à final do ATP 500 de Acapulco, e à semifinal do ATP 500 de Barcelona. Com isso, entrou pela primeira vez no top 10 do ranking mundial.
Em maio de 2011, Almagro alcançou seu melhor ranking em simples, quando chegou a ser número 9 do ranking mundial masculino. Ele encerrou o ano de 2011 como 10° colocado do ranking mundial.
Em 2012, Almagro ganhou os ATPs de São Paulo e Nice. Nesse ano, ele também alcançou as quartas de finais do Open da França e dos Jogos olímpicos de Londres.
Competindo pelos torneios do Grand Slam, ele alcançou as quartas de final do Open da França em 2008, 2010 e 2012 (perdendo cada vez para Rafael Nadal, o futuro campeão), bem como as quartas de final do Australian Open em 2013 (perdendo para David Ferrer).
Em 2016, Almagro volta a conquistar um torneio ATP 250 depois de 4 anos, no ATP de Estoril, em cima do compatriota Pablo Carreño Busta.
Em abril de 2019, anunciou a aposentadoria. Seu último jogo foi em frente à plateia doméstica, no ATP Challenger de Múrcia, no mesmo mês.

## Desempenho em Torneios

### Simples: 23 (13-10)
| Legenda                                                       |
| Grand Slam (0-0)                                              |
| Tennis Masters Cup ATP World Tour Finals (0-0)                |
| ATP Masters Series ATP World Tour Masters 1000 (0-0)          |
| ATP International Series Gold ATP World Tour 500 Series (2-3) |
| ATP International Series ATP World Tour 250 Series (11-7)     |

| Títulos por superfície |
| Dura (0-0)             |
| Grama (0-0)            |
| Saibro (13-10)         |
| Carpete (0-0)          |

| Resultado | No. | Data                    | Torneio                     | Superfície | Oponente            | Placar                  |
| --------- | --- | ----------------------- | --------------------------- | ---------- | ------------------- | ----------------------- |
| Campeão   | 1.  | 16 de Abril de 2006     | Valência, Espanha           | Saibro     | Gilles Simon        | 6–2, 6–3                |
| Campeão   | 2.  | 15 de Abril de 2007     | Valência, Espanha (2)       | Saibro     | Potito Starace      | 4–6, 6–2, 6–1           |
| Finalista | 1.  | 15 de Julho de 2007     | Båstad, Suécia              | Saibro     | David Ferrer        | 2–6, 1–6                |
| Campeão   | 3.  | 17 de Fevereiro de 2008 | Costa do Sauipe, Brasil     | Saibro     | Carlos Moyà         | 7–6(7–4), 3–6, 7–5      |
| Campeão   | 4.  | 1 de Março de 2008      | Acapulco, México            | Saibro     | David Nalbandian    | 6–1, 7–6(7–1)           |
| Finalista | 2.  | 20 de Abril de 2008     | Valência, Espanha           | Saibro     | David Ferrer        | 6–4, 2–6, 6–7(2–7)      |
| Campeão   | 5.  | 28 de Fevereiro de 2009 | Acapulco, México (2)        | Saibro     | Gaël Monfils        | 6–4, 6–4                |
| Campeão   | 6.  | 18 de Julho de 2010     | Båstad, Suécia              | Saibro     | Robin Söderling     | 7–5, 3–6, 6–2           |
| Campeão   | 7.  | 1 de Agosto de 2010     | Gstaad, Suíça               | Saibro     | Richard Gasquet     | 7–5, 6–1                |
| Campeão   | 8.  | 12 de Fevereiro de 2011 | Costa do Sauipe, Brasil (2) | Saibro     | Alexandr Dolgopolov | 6–3, 7–6(7–3)           |
| Campeão   | 9.  | 20 de Fevereiro de 2011 | Buenos Aires, Argentina     | Saibro     | Juan Ignacio Chela  | 6–3, 3–6, 6–4           |
| Finalista | 3.  | 26 de Fevereiro de 2011 | Acapulco, México            | Saibro     | David Ferrer        | 6–7(4–7), 7–6(7–2), 2–6 |
| Campeão   | 10. | 21 de Maio de 2011      | Nice, França                | Saibro     | Victor Hănescu      | 6–7(5–7), 6–3, 6–3      |
| Finalista | 4.  | 24 de Julho de 2011     | Hamburgo, Alemanha          | Saibro     | Gilles Simon        | 4–6, 6–4, 4–6           |
| Campeão   | 11. | 19 de Fevereiro de 2012 | São Paulo, Brasil (3)       | Saibro (c) | Filippo Volandri    | 6–3, 4–6, 6–4           |
| Finalista | 5.  | 26 de Fevereiro de 2012 | Buenos Aires, Argentina     | Saibro     | David Ferrer        | 6–4, 3–6, 2–6           |
| Campeão   | 12. | 26 de Maio de 2012      | Nice, França (2)            | Saibro     | Brian Baker         | 6–3, 6–2                |
| Finalista | 6.  | 15 de Julho de 2012     | Båstad, Suécia (2)          | Saibro     | David Ferrer        | 2–6, 2–6                |
| Finalista | 7.  | 14 de Abril de 2013     | Houston, Estados Unidos     | Saibro     | John Isner          | 3–6, 5–7                |
| Finalista | 8.  | 28 de Abril de 2013     | Barcelona, Espanha          | Saibro     | Rafael Nadal        | 4–6, 3–6                |
| Finalista | 9.  | 13 de Abril de 2014     | Houston, Estados Unidos (2) | Saibro     | Fernando Verdasco   | 3–6, 6–7(4–7)           |
| Finalista | 10. | 14 de Fevereiro de 2016 | Buenos Aires, Argentina (2) | Saibro     | Dominic Thiem       | 6–7(2–7), 6–3, 6–7(4–7) |
| Campeão   | 13. | 1 de Maio de 2016       | Estoril, Portugal           | Saibro     | Pablo Carreño Busta | 6–7(6–8), 7–6(7–5), 6–3 |

### Duplas: 2 (1-1)
| Legenda                           |
| --------------------------------- |
| Grand Slam tournaments (0–0)      |
| ATP World Tour Finals (0–0)       |
| ATP World Tour Masters 1000 (0–0) |
| ATP World Tour 500 Series (0–0)   |
| ATP World Tour 250 Series (1–1)   |

| Títulos por superfície |
| ---------------------- |
| Duro (0–0)             |
| Saibro (1–1)           |
| Grama (0–0)            |
| Carpete (0–0)          |

| Resultado | No. | Data                    | Campeonato              | Superfície | Parceiro         | Oponentes                        | Placar           |
| --------- | --- | ----------------------- | ----------------------- | ---------- | ---------------- | -------------------------------- | ---------------- |
| Finalista | 1.  | 22 de Fevereiro de 2009 | Buenos Aires, Argentina | Saibro     | Santiago Ventura | Marcel Granollers Alberto Martín | 3–6, 7–5, [8–10] |
| Campeão   | 1.  | 8 de Agosto de 2015     | Kitzbühel, Áustria      | Saibro     | Carlos Berlocq   | Robin Haase Henri Kontinen       | 5–7, 6–3, [11–9] |